# Bacabeira
Bacabeira est une municipalité brésilienne située dans l'État du Maranhão.